# 九州中央リハビリテーション学院

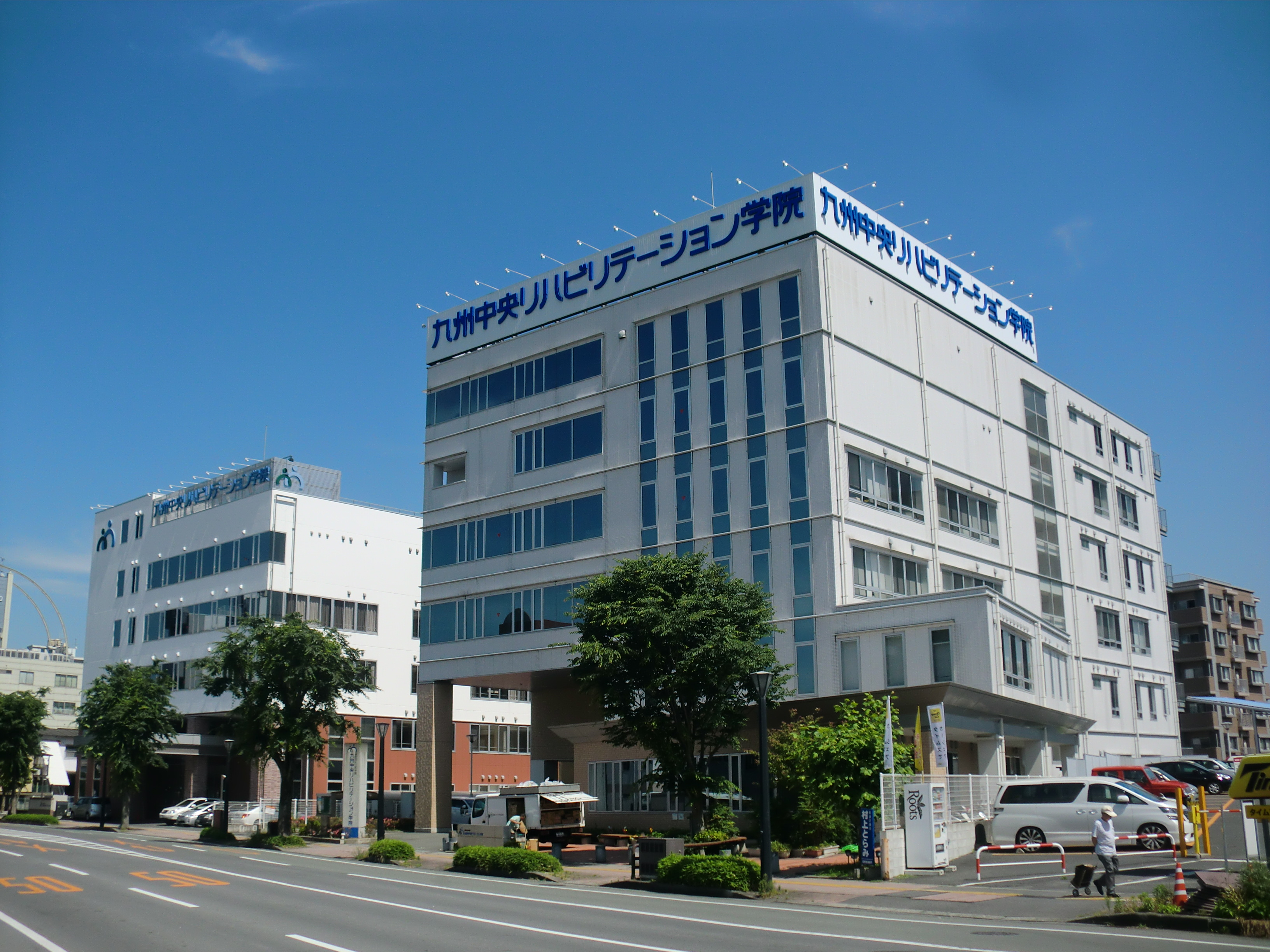
外観

九州中央リハビリテーション学院（きゅうしゅうちゅうおうリハビリテーションがくいん）は、熊本県熊本市中央区本山にある専修学校（医療専門課程,教育・社会福祉課程,工業課程）。運営は、学校法人立志学園（がっこうほうじんりっしがくえん）

## 沿革
- 2006年4月 - 九州中央リハビリテーション学院開校。理学療法学科、作業療法学科。
- 2009年4月 - 看護学科新設。
- 2011年4月 - 介護福祉学科新設。
- 2024年4月 - デジタルソリューション学科新設。

## 設置学科
- 理学療法学科　4年課程（昼間部）　1学年定員80名
- 理学療法学科　3年課程（夜間部）　1学年定員40名
- 作業療法学科　4年課程（昼間部）　1学年定員40名
- 看護学科　　　3年課程（全日制）　1学年定員80名
- 介護福祉学科　2年課程（昼間部）　1学年定員40名
- デジタルソリューション学科　2年課程（昼間部）　１学年定員40名

## 取得できる資格
- 理学療法学科
  - 理学療法士国家試験受験資格
- 作業療法学科
  - 作業療法士国家試験受験資格
- 看護学科
  - 看護師国家試験受験資格
  - 保健師・助産師学校養成所受験資格
  - 専門士称号（医療専門課程）
- 理学療法学科、作業療法学科共通
  - 高度専門士称号（医療専門課程）
  - 専門士称号（医療専門課程）- 夜間部3年課程
  - 大学院入学試験受験資格
- 介護福祉学科
  - 介護福祉士国家資格

## 交通アクセス
- JR鹿児島本線 熊本駅-正面口から約500m。
- 熊本都市バス第一環状線-本山営業所バス停から約50m。